# Fernando Aznar Ladrón de Guevara
Fernando Aznar Ladrón de Guevara (Zaragoza, 1958) es un teniente general, que fue inspector general del Ejército de Tierra español entre 2017 y 2022. Fue nombrado por el Consejo de Ministros del 24 de marzo de 2017.

## Biografía
Pertenece a la XXXVI Promoción de la Academia General Militar y fue ascendido a teniente en 1981.
Ha desarrollado diversas tareas en las unidades de montaña, llegando al mando del batallón Pirineos I / 64 del Regimiento de Cazadores de Montaña Galicia 64, y también fue comandante general en Baleares. También ha desarrollado tareas de asesoramiento al Estado Mayor del Ejército, Estado Mayor Conjunto de la Defensa y en el Cuartel General del Mando Aliado de la OTAN para Operaciones (SHAPE en sus siglas en inglés). También ha sido Jefe de Estudios de la Academia General Militar y director de la Academia de Infantería de Toledo (2011 a 2014).
Ascendido a general de división, fue nombrado comandante general de Baleares en septiembre de 2014. Dejó el cargo cuando fue nombrado inspector general del Ejército de Tierra en abril de 2017 en el Palacio de Capitanía de Barcelona. Como máxima autoridad militar en Cataluña, fue el responsable del hospital militar de campaña montado en Sabadell durante el momento álgido de la pandemia de COVID-19 en España, que finalmente tuvo que ser desmontado sin haber sido usado por orden del Gobierno de Cataluña por ser «demasiado militar». Cesó en el cargo de Inspección General del Ejército y Representante Institucional de las Fuerzas Armadas en Cataluña, Aragón, Navarra y la Rioja al pasar a la reserva en enero de 2022.